# Władysław Trzaska (pułkownik)
Władysław Trzaska – pułkownik Milicji Obywatelskiej.
W latach 60. XX w. był zastępcą naczelnika Wydziału Służby Kryminalnej Komendy MO m. st. Warszawy (wówczas publikował w czasopiśmie „Problemy Kryminalistyki” 44-45/1963). Został zastępcą szefa (płk Stanisław Dereń) powołanej 13 września 1971 grupy operacyjno-śledczej Kryptonim „Bieszczady”, celem zbadania sprawy zabójstwa Jana Gerharda. W latach 80. był wiceszefem Centralnej Komisji do Walki ze Spekulacją.
Wraz z Grzegorzem Fedorowskim był autorem książki pt. Nim zapadnie wyrok (1973). Był konsultantem przy produkcji serialu telewizyjnego Droga (1973, wraz z płk. Włodzimierzem Kolanko) oraz filmu Nie ma mocnych.